# Pilèmenes de Paflagònia
Pilèmenes (grec antic: Πυλαιμένης, llatí: Pylaemenes) fou rei de Paflagònia del segle ii aC.
L'any 131 aC apareix ajudant als romans en la guerra contra el rebel Aristonic, que pretenia el tron de Pèrgam. Segons l'historiador Justí, a la seva mort la dinastia es va extingir i el darrer rei va deixar el país per testament a Mitridates V Evergetes, rei del Pont.